# 细管马先蒿细管亚种
细管马先蒿细管亚种（学名：Pedicularis gracilituba sp. gracilituba）为玄参科马先蒿属下的一个亚种。

## 扩展阅读
- 維基物種上的相關：细管马先蒿细管亚种